# Kabupaten Lamandau
Kabupaten Lamandau är ett kabupaten i Indonesien.   Det ligger i provinsen Kalimantan Tengah, i den västra delen av landet, 700 km nordost om huvudstaden Jakarta. Antalet invånare är 63 199. Arean är 6 414 kvadratkilometer.
Terrängen i Kabupaten Lamandau är kuperad norrut, men söderut är den platt.